# Paraphenice mbaleensis
Paraphenice mbaleensis är en insektsart som beskrevs av Synave 1973. Paraphenice mbaleensis ingår i släktet Paraphenice och familjen Derbidae. Inga underarter finns listade i Catalogue of Life.